# George Ellis
George Francis Rayner Ellis FRS (Joanesburgo, 11 de agosto de 1939) é um professor de Sistemas Complexos no Departamento de Matemática e Matemática Aplicada da Universidade da Cidade do Cabo, na África do Sul.
Ellis é co-autor de The Large Scale Structure of Space-Time (publicado em 1973), ao lado do físico Stephen Hawking, da Universidade de Cambridge, sendo considerado um dos principais teóricos em cosmologia do mundo.
Ativo quaker, recebeu o Prêmio Templeton de 2004. Entre 1989 e 1992 foi presidente da International Society on General Relativity and Gravitation. Foi presidente da International Society for Science and Religion.

## Ideias
George Ellis propôs um modelo de universo que contém uma singularidade nua como um mecanismo de reciclo, o qual ele afirma dá uma quase tão boa descrição do universo real como o modelo convencional.
O universo de Ellis é como um universo em forma de cilindro, excetuando-se que a Terra está num lado e uma singularidade nua está na outra. Não há inflação cósmica – as galáxias são distribuídas muito desigualmente, com uma grande quantidade de material cercando a singularidade e muito pouco próximo da Terra. O efeito disto como uma distribuição de matéria é produzir um desvio para o vermelho da luz que, na Terra, tem as mesmas características como se as galáxias estivessem se afastando.
Em termos de filosofia da ciência, Ellis é um platonista.

## Publicações

### Livros
- (com Stephen Hawking): Hawking, S.W.; Ellis, G.F.R. (1973). The Large Scale Structure of Space-Time. Cambridge: Cambridge University Press. ISBN 0-521-20016-4
- (com David Dewar): Low Income Housing Policy in South África, Urban Problems Research Unit, UCT, 1979.
- (com Ruth Williams): Flat and Curved Space Times, Oxford University Press, 1988, revised 2000.
- Before the Beginning, Bowerdean/Marion Boyars, 1993.
- (com A Lanza and J Miller): The Renaissance of General Relativity and Cosmology. University Press, Cambridge 1993; paperback, 2005.
- Science Research Policy in South África, Royal Society of South África, 1994.
- (com Nancey Murphy): On The Moral Nature of the universe: Cosmology, Theology, and Ethics. Fortress Press, 1996.
- (com John Wainwright, Eds.): Wainwright, J.; Ellis, G.F.R., ed. (1997). Dynamical Systems in Cosmology. Cambridge: Cambridge University Press. ISBN 0-521-55457-8
- (com Peter Coles): Is The Universe Open or Closed? The Density of Matter in the Universe. Cambridge University Press, 1997.
- (Ed.): The Far Future Universe. Templeton Foundation Press, 2002.
- The Cubs Fan's Guide To Happiness. Triumph Books, 2007

### Artigos
Ellis tem mais de 500 artigos publicados, incluindo 17 na revista Nature. Entre os artigos de maior destaque estão:
- "Cosmological perturbations and the physical meaning of gauge-invariant variables" (com Marco Bruni, Peter K. S. Dunsby) The Astrophysical Journal, volume 395 (1992) - Citado 117 vezes.
- "Cosmological models (Cargèse Lectures 1998)" (com Henk van Elst) - Citado 93 vezes.
- "The case for an open Universe" in Nature 370, 609 - 615 (25 August 1994) (Citado 60 vezes)
- Um artigo na Nature argumentando que a física tem uma não adequada explicação de design